# Esox americanus americanus
Esox americanus americanus is een ondersoort uit de familie van de snoeken (Esocidae). De wetenschappelijke naam is gepubliceerd in 1789 door Gmelin.